# Silbenphonologie
Die Silbenphonologie umfasst einige Theorien in der Phonologie, die sich mit der Lauteinheit der Silbe befassen. Die Theorien unterscheiden sich in der Betrachtung der jeweiligen zentralen phonologischen Einheit voneinander: Die autosegmentale Phonologie sieht die als zentrale Schicht im CV-Skelett. Demgegenüber verwendet die metrische Phonologie Aspekte der Prosodie des Silbenschnitts, ein metrisches Konstituentenmodell oder die Sonoritätshierarchie zur Beschreibung der Gesetzmäßigkeiten der Silbe.

## Artikulationsablauf
Akustisch betrachtet entspricht eine Silbe einem Zyklus mit zunächst ansteigender und später wieder abfallender Intensität. Artikulatorisch betrachtet ist die Silbe die Zeitspanne zwischen zwei Minima der lokalen Öffnung. Diese Zeitspanne enthält eine kein Geräusch produzierende Öffnung im Vokaltrakt (Ansatzrohr) und eine geräuscherzeugende Verengung (Konstriktion). Die Artikulation ist also die Folge von Öffnungs- und Schließvorgängen des Ansatzrohres.
Beispiel: Das Wort „Wanne“
```
Phase:                   Verschluss • Öffnung • Verschluss • Öffnung
                                      .......              ........
                                     .       .            .
                         ............         ............
Intensität:                Minimum    Maximum   Minimum     Maximum

 
                             |          |         |           |
Skelett:                      C          V         C           V

 
                             |          |         |           |
Lautschrift:                 [v]        [a]       [n]         [ə]

 
			           W          a         nn          e
```

## Phonologische Funktionen der Silbe
Die Silbe dient als eine der Kerneinheiten zur Sprachverarbeitung und ist wichtig für die Planung der Artikulation sowie für die Rezeption:
- als Anwendungsbereich (Domäne) von phonologischen Prozessen (Beispiel: Auslautverhärtung),
- als Domäne für phonotaktische Regelmäßigkeiten (Beispiel: mögliche Reihenfolge der Segmente, welche sich auf eine Silbe oder deren Teile beziehen),
- als Träger prosodischer Merkmale.

## Silbenstruktur
Neben der artikulatorischen Ebene ist phonologisch die Silbenstruktur von Bedeutung. Die Silbenstruktur wird repräsentiert durch die silbische Strukturierung. Aus der ermittelten Silbenschicht kann auf die Segmentschicht geschlossen werden. Zwischen Silbenschicht und Segmentschicht lagert wiederum die CV-Schicht (Skelettschicht). In der CV-Notation stehen die Abkürzungen C und V für unsilbische (C) und silbische (V) Segmente des Ablaufs der Artikulation. Ein V repräsentiert also den Silbenkern. Skelettschicht und Segmentschicht können sich im Aufbau unterscheiden, also voneinander abweichen: Bei Langsegmenten, wie bei Langvokalen oder Langkonsonanten, entspricht einer Einheit der Segmentschicht zwei Einheiten aus der CV-Schicht. Bei Komplexen Segmenten, wie etwa den Affrikaten, repräsentiert eine Einheit der CV-Schicht zwei Segmente der Segmentschicht.
Quantitativ betrachtet sind im Deutschen vor und nach jedem Silbengipfel V maximal zwei Cs erlaubt. Das phonotaktische Maximalschema wäre also CCVCC. Dies gilt aber nur, wenn Folgen koronaler Obstruenten – im deutschen Silbenkopf s und ʃ, in der deutschen Silbenkoda t, st und sts – an beiden Silbenrändern jeweils (wie in der neueren Linguistik) als Präfix und Appendix, d. h. extrasilbisch analysiert werden, da sonst Wörter wie Strand (/ʃtʁant/, CCCVCC) oder Dienst (/diːnst/, CVCCC) dem widersprächen. Präfix und Appendix werden als außerhalb (extrasilbisch) stehend interpretiert.
Zusätzlich oder anstelle des CV-Modells kann auch die Konstituentenstruktur verwendet werden. Der Vorteil der Verwendung des Konstituentenmodells liegt in der Möglichkeit, mehrere Zwischenebenen zu betrachten, welche größere Teile der Silbe (Konstituenten) umfassen. Bei der Konstituentenanalyse zerfällt eine Silbe in die Konstituenten Silbenanlaut und Silbenreim. Der Reim wiederum gliedert sich in die Subkonstituenten Gipfel und Silbenkoda. Silbenkopf, Nukleus und Koda sind dabei fest mit den jeweiligen Segmenten der Skelettschicht der Silbe verknüpft.
Beispiel: Das Wort „Schnaps“
```
                      Term
                     /     \
                    /       Reim
                   /       /     \
                Kopf   Nukleus    Koda
                 /\       |       /  \
                X  X      x       X   X
                |  |      |       |   |

Lautschrift
:    ʃ  n      a       p   s
```